# جورج ماكميلان
جورج ماكميلان (بالإنجليزية: George McMillan)‏ هو لاعب كرة قاعدة أمريكي، ولد في 1 سبتمبر 1863 في أونتاريو في كندا، وتوفي في 18 أبريل 1920 في كليفلاند في الولايات المتحدة.

## وصلات خارجية
- جورج ماكميلان على موقعبيزبول رفرنس.كوم (الدوري الرئيسي) (الإنجليزية)
- جورج ماكميلان على موقعبيزبول رفرنس.كوم (الدوري الثانوي) (الإنجليزية)